# Pietro Morelli
Pietro Morelli (Ascoli Piceno, 21 novembre 1924 – Torino, 2 gennaio 2008) è stato un ingegnere e aviatore italiano, fondatore nel 1952 del Centro di Volo a Vela del Politecnico di Torino di cui fu presidente fino al 1958. Progettista di numerosi tipi di aliante, tra cui gli M-100 e M-200 prodotti su scala industriale.

## Biografia
Nacque a Ascoli Piceno il 21 novembre 1924. 
Dopo la laurea in Ingegneria industriale meccanica conseguita presso il Politecnico di Milano il 17 dicembre 1948, la passione per l'aeronautica lo portò a trasferirsi nella città di Torino, dove si trovava la Scuola in Ingegneria aeronautica. Dopo un altro anno di studi il 13 marzo 1950 conseguì una seconda laurea, in Ingegneria aeronautica. Rimase a lavorare presso il Politecnico di Torino, dapprima come assistente di progetto d'aeromobili, e poi di aeronautica generale. Nel 1952 contribuì alla creazione del Centro di Volo a Vela del Politecnico di Torino, di cui fu Presidente fino al 1958. Nell'ambito del CVT, in collaborazione con il fratello Alberto, tra gli negli anni cinquanta e  sessanta del XX secolo, progettò e sviluppò una serie di alianti, tra cui l'M-100 e M-200 vennero prodotti su scala industriale in Italia e Francia, mentre il più avanzato M-300 rimase alla stadio di prototipo. 
Contemporaneamente all'attività di progettista, coltivò anche quella di pilota di volo a vela, svolgendo con successo un'intensa attività sportiva tra il 1958 e il 1969, prendendo parte ai primi Campionati Italiani a Rieti, e nel 1961 ricevette un prestigioso riconoscimento, il C d'oro con due diamanti. Tra il 1960 e il 1987 poi capo squadra della nazionale italiana in 10 edizioni dei Campionati Mondiali di volo a vela. Nel 1985 fu direttore di gara nei mondiali di volo a vela tenutisi a Rieti.
Nel contempo continuò anche la sua carriera di docente universitario, nel 1961 ebbe la Libera Docenza in Aeronautica Generale e poi l'incarico del Corso di Costruzioni Aeronautiche che mantenne dal 1961 alle soglie del 2000. Dal 1977 fu Professore straordinario e poi ordinario di dinamica del volo e, successivamente, di costruzioni aeronautiche. La sua attività accademica fu sempre contrassegnata dalla sua passione per l'aeronautica, e in particolare per il volo a vela, svolgendo una grande attività in seno all'OSTIV, di cui fu a per molto tempo Presidente e di cui curò il costante aggiornamento della normativa "OSTIV Airworthiness Requirements for saiplanes".
A lui si deve anche l'idea dell'aliante "Word Class", volta a rendere più economico e agevole l'accesso al volo a vela. 
Si spense a Torino il 2 gennaio 2008.

## Progetti
- CVT-1 Zigolo[3]
- CVT-2 Veltro[3]
- Morelli M-100[3]
- CVT-4 Strale[3]
- CVT M-200[3]
- CVT M-300[3]

## Pubblicazioni
- Stabilità, Statica e Controllo degli Alianti, 1976.

### Annotazioni
1. ↑  Che ebbe poi realizzazione nel velivolo polacco PW-5.

### Fonti
1. 1 2 3 4 5 6 7 8  Aidaa.
2. ↑  NASA Langley Research Center 1979, p. 418.
3. 1 2 3 4 5 6  Vincenzo Pedrielli.